# 青森県道240号鶴泊停車場線
青森県道240号鶴泊停車場線（あおもりけんどう240ごう つるどまりていしゃじょうせん）は、青森県北津軽郡鶴田町を通る一般県道である。

## 概要
JR五能線 鶴泊駅の青森県道249号鶴泊停車場胡桃館線から連続し、西方向へ進路をとり、岩木川右（東）岸の国道339号に接続する。終点では青森県道200号米山菖蒲川線へ連続する。

### 路線データ
- 起点：鶴泊停車場[1]
- 終点：国道三三九号交点（北津軽郡鶴田町）[1]

## 歴史
- 1961年（昭和36年）2月10日 - 県道に認定される[1]。

## 地理

### 交差する道路
- 青森県道249号鶴泊停車場胡桃館線（起点）
- 国道339号・青森県道200号米山菖蒲川線（北津軽郡鶴田町大字菖蒲川、終点）

### 沿線の施設
- JR五能線 鶴泊駅